# حل الاتحاد بين السويد والنرويج

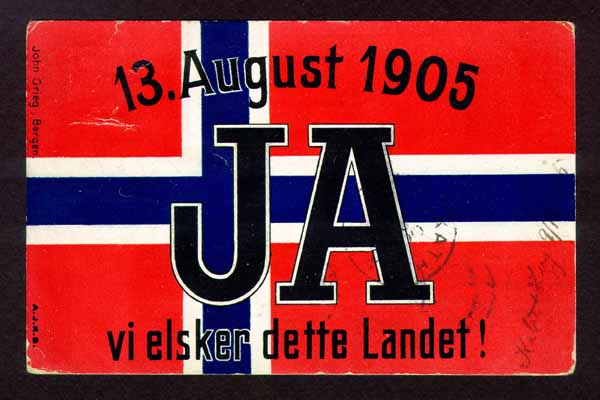
بطاقة بريدية من زمن الاستفتاء النرويجي. Ja, vi elsker dette landet ("نعم، نحن نحب هذا البلد") وهي الكلمات الافتتاحية للنشيد الوطني النرويجي

حل اتحاد (بالبوكمول: Unionsoppløsningen، وبالنينوشك: Unionsoppløysinga، وبالهوغنوشك: Unionsoppløysingi، وبالسويدية: Unionsupplösningen) مملكتي السويد والنرويج بدأ الإعداد له بقرار من البرلمان النرويجي (ستورتينغ)، تحت إشراف سلالة برنادوت في 7 يونيو 1905. بعد بضعة أشهر من التوتر والخشية من اندلاع حرب بين البلدين الجارين المتحدين –وإجراء استفتاء نرويجي في 13 أغسطس 1905 أيدت خلاله أغلبية ساحقة حل الاتحاد–أدت المفاوضات بين الحكومتين إلى اعتراف السويد بالنرويج دولةً مَلكية دستورية مستقلة في 26 أكتوبر 1905. وفي نفس التاريخ، تخلى الملك أوسكار الثاني عن مطالبته بالعرش النرويجي، وبهذا انحل اتحاد مملكتي السويد والنرويج فعليًّا. وأعقب هذا الحدثَ اعتلاء كارل أمير الدنمارك العرش النرويجي في 18 نوفمبر واتخاذه لنفسه لقب هاكون السابع.

## خلفية
كانت للنرويج تطلعات قومية تبددت في 1814 عندما فازت السويد فوزًا صغيرًا لكن حاسمًا، أدخل النرويج في اتحاد معها. بقي الدستور النرويجي على ما هو عليه تقريبًا. كانت النرويج مستقِلة قانونيًّا، ولها برلمانها وعُملتها ونظامها القضائي والقانوني. لكن كان لها وللسويد الملك نفسه، وشاركتها في السياسة الخارجية من خلال وزارة الخارجية السويدية. عمومًا كان بين الشعبين مودة، وكان الملك يسعى إلى مصلحة المملكتين معًا.
لكن مع مر الزمان زاد وضوح التعارُض بين المصلحتين. النرويجيون خصوصًا شعروا بأن مصالحهم السياسية الخارجية لا يضطلع بها وزير الخارجية السويدي كما ينبغي. كان للنزاع المتزايد عوامل عديدة:
- كان اقتصاد النرويج أكثر اعتمادًا على التجارة الخارجية، فكان أشد حسّاسية للإجراءات الحِمائية التي كانت تفضِّلها الحكومة السويدية المَلكية حينئذ.
- كان للنرويج علاقات تجارية وغيرها بالمملكة المتحدة، في حين كانت علاقات السويد أوثق بألمانيا.
- كان للنرويج خارج أوروبا مصالح أكثر مما كان للسويد.

إلى جانب هذا كانت السياسة النرويجية أَمْيل إلى الليبرالية ميلًا ظهر في مدى ديمقراطية برلمانها، في حين كانت السياسة السويدية أمْيل إلى المحافظة. بموجب دستور النرويج كان برلمانها (الستورتينغ) أقوى هيئة تشريعية في البلاد. ولم يكن للمَلك فيها إلا حق نقض تعليقيّ، وقد رفض الستورتينغ مَساعي ملَكية عديدة إلى حيازة حق النقض المطلَق الذي كان للمَلك في السويد. وفوق ذلك، بحلول 1884 كانت سلطة الستورتينغ قد زادت إلى حد أن الملك صار عاجزًا عن تعيين حكومة نرويجية من اختياره الكامل، أو إبقاء حكومة في منصبها على رغم الستورتينغ. على الناحية الأخرى كان للملك سلطة شبه أوتوقراطية (نظريًّا على الأقل) في السويد حتى 1905، قُبَيل حل الاتحاد.
عندما قُيِّدت التجارة الحرة بين البلدين في 1895 بعد إلغاء «قوانين ما بين البلدين»، تبددت الأسباب الاقتصادية لاستمرار الاتحاد.
بلغ النزاع أوجه بما يُدعى «المسألة القنصلية»، التي كان فيها إصرار حكومي نرويجي على أن النرويج ينبغي لها تأسيس مكاتب قنصلية خاصة بها في الخارج، بدل الاعتماد على القنصليات المشترَكة التي يعيِّنها وزير الخارجية السويدي.

## معرض الصور

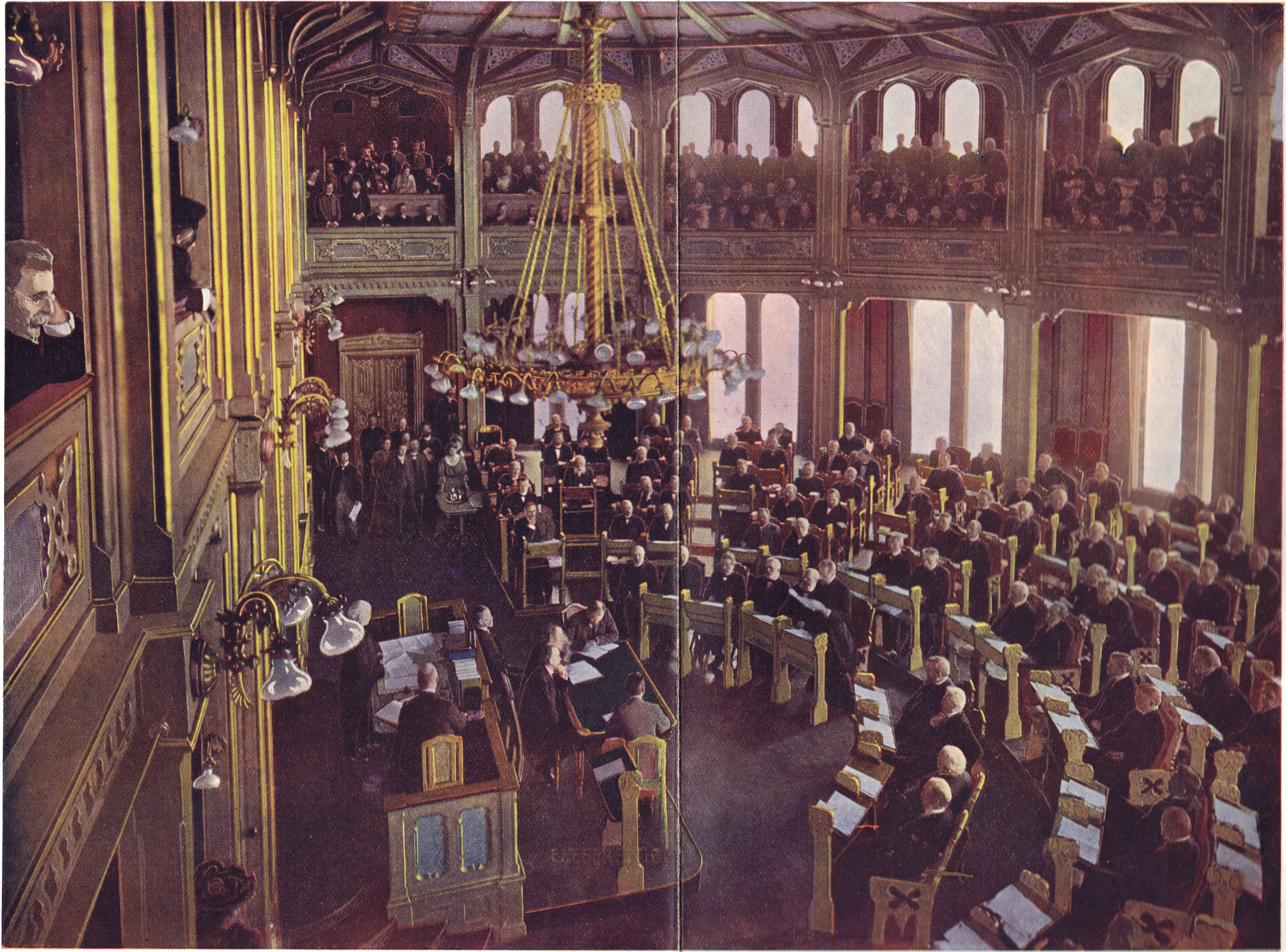
جلسة للبرلمان النرويجي من أجل تمرير قرار حل الاتحاد
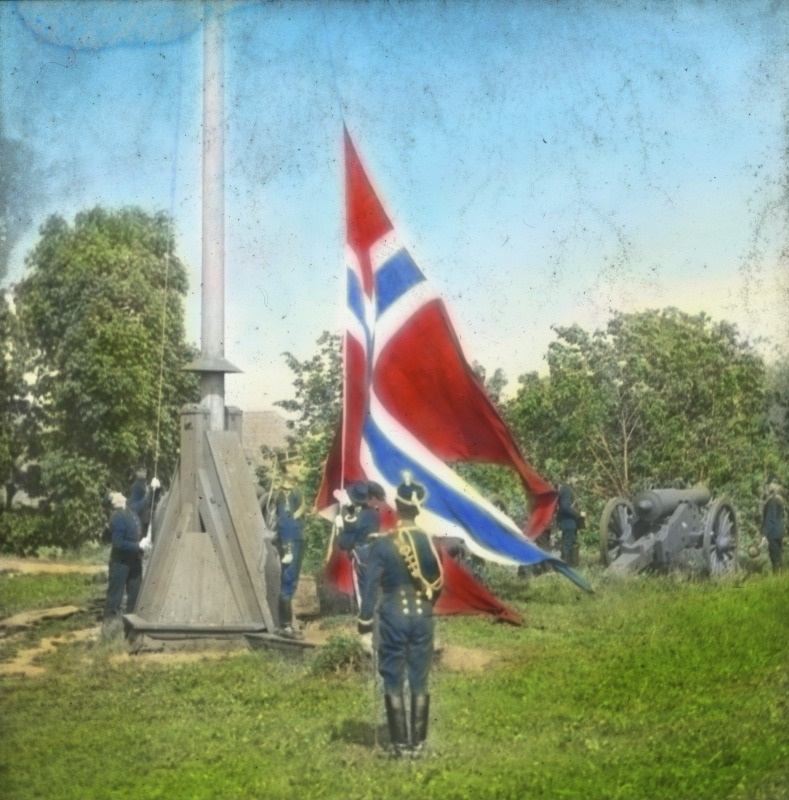
رفع العلم النرويجي، دون علامة الاتحاد، في قلعة آكرشوس عقب قرار الحل
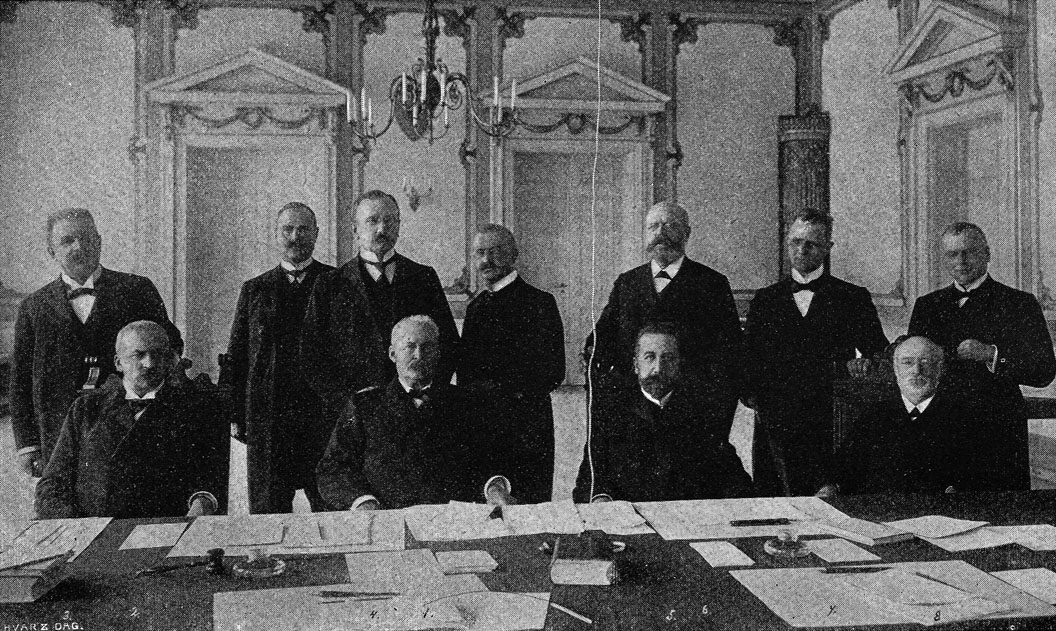
ممثلين عن البلدين خلال مفاوضات كارلستاد
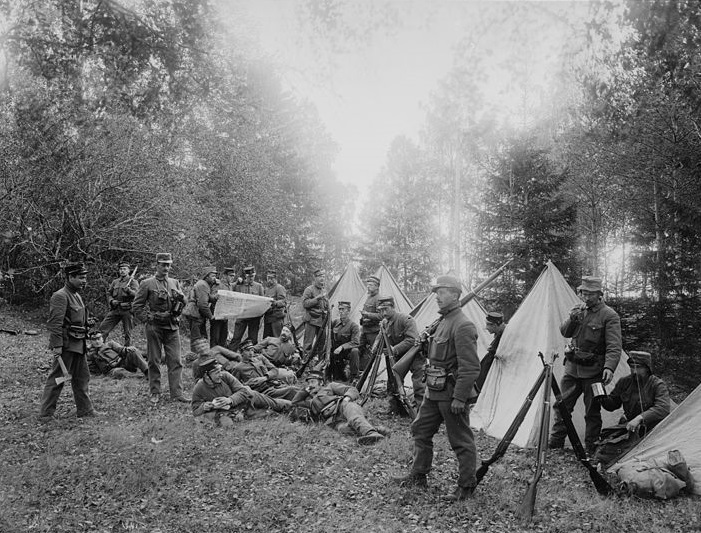
جنود نرويجيون يحرسون الحدود مع السويد في 1905
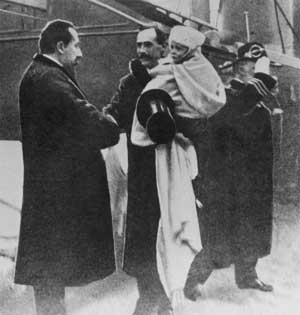
وصول الملك الجديد هاكون السابع إلى أوسلو مع ولي عهده الأمير أولاف وفي استقباله رئيس الوزراء كريستيان ميكلسن
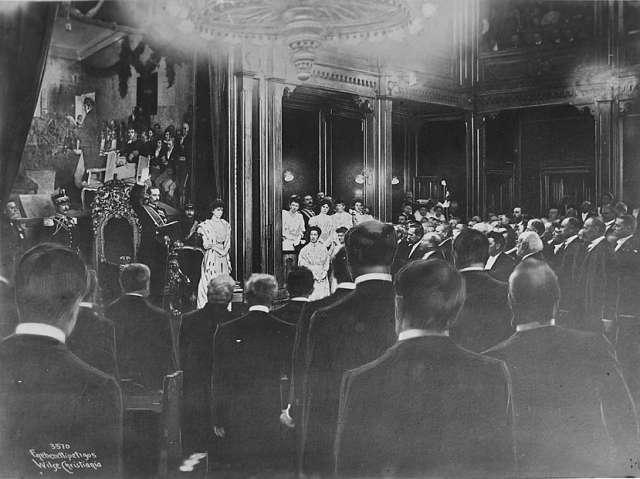
هاكون السابع يؤدي اليمين ملكاً على النرويج في مبنى البرلمان

## روابط خارجية
- Norway, Sweden & union
- Referendums. Persons entitled to vote, voter turnout and referendum results, by county (SY 13)